# 日本速記協会
公益社団法人日本速記協会（にほんそっききょうかい、Japan Stenography Association）は、「広く国民の書記能力を増進し、記録事務の効率化を図り、公正で正確な発言記録作成技術の普及に努め、もってわが国の文字文化の発展に寄与する」ことを目的として事業を行う団体。主な事業として、文部科学省後援速記技能検定の実施、会議録作成に用いる字遣いの指針となる「標準用字用例辞典」の発行、「全国議事記録議事運営事務研修会」や「会議録作成講座」の実施、「速記教室」や「速記共練会」の開催による速記普及活動（「みんなの速記」）がある。

## 概要

### 目的
広く国民の書記能力を増進し、記録事務の能率化を図るため、速記の普及発達とその利用分野の開発に努め、
あわせて速記技能者の技術水準及び社会的評価の向上に資する諸事業を行うとともに、
公正で正確な発言記録作成技術の普及に努め、もって我が国文字文化の発展に寄与すること。

### 事業
1. 速記技能審査基準に基づく検定の実施並びに認定、登録、証明
2. 議事記録事務及び議事運営事務に関する研修会の開催並びに会議録作成に関する講習会の実施
3. 「みんなの速記」をはじめとした速記の普及活動並びに相談業務
4. 速記教育、記録事務、技術評価その他速記に関する調査開発研究及び速記関係書籍・文献等の収集・保存
5. 速記の競技会等の開催
6. 会員活動に対する支援
7. 発言記録作成に資する書籍及び速記関係出版物の刊行
8. 「日本の速記」の刊行

その他この法人の目的を達成するために必要な事業

## 事業内容

### 技能検定
- 速記技能検定
  - 1966年(昭和41年）から始まり、これまでの受験者は約18万人、合格者は約6万人(人数はいずれも延べ数)。年3回（5月、8月、11月の最終日曜日）実施。2018年(平成30年）からはパソコンが使用できるようになった。
- キャプションライター技能検定
  - 字幕付与技能の認定に向けた新たな検定（2020年1月現在未実施）。

### 研修会・会議録作成講座
- 研修会
  - 地方議会会議録の品質向上並びに議事運営に関するスキルアップを図る目的で、全国都道府県・市町村議会の事務局員等を対象に、毎年10月に研修会を行っている。
- 会議録作成講座
  - 毎年10月の集合研修会以外にも会議録について学べる機会を設けてほしいとの要望から、協会発行の「発言記録作成標準」をもとに実施している通信講座。

### 「みんなの速記」推進事業
- 「みんなの速記」
  - 「プロの速記」ではなく、一般の人が手軽に速記を学べることを狙いとする、速記教室、共練会を通じて行う速記普及活動。

### 速記関係書籍・文献等の収集・保存、調査研究
- 「標準用字用例辞典」の発行
  - 話し言葉を書き言葉として定着させようとする際、特に長時間の会議を複数人で分担して発言記録をつくるような場合には、人によって文字遣いに差異を生ずることが少なくないことから、そのような場合に文字遣いを統一するため、さらには一般文書作成の用に供することを目的として、1975年以来刊行してきた。現行の『改訂　標準用字用例辞典』（2020年1月発行）では、衆議院事務局記録部が2018年1月召集の第196回国会から公用文の表記をなるべく取り入れて議事録を作成するようになったことを契機として、同様の方針により、主として①複合語の送り仮名のつけ方、②異字同訓の漢字表記の見直しを行った。

- 速記競技会
  - 毎年10月28日の「速記の日」前後に、「速記日本一」を決める高速度速記競技会を開催している。また、初心者からプロレベルの人まで広い層を対象にした、東京速記士会主催速記競技大会を後援している。その他、高校生を対象にした全国高等学校競技大会、大学生を対象にした全日本大学速記競技大会なども後援している。

### 機関誌「日本の速記」の発行
- 「日本の速記」
  - 月刊で、年10回（2・3月と8・9月は合併号）発行している（価格：1冊600円，年間購読料6,000円）。1920年（大正9年）の日本速記協会結成当時に、機関誌「日本速記協会雑誌」が発刊され、その後、「日本之速記」、「日本の速記」と名称を変更し、現在に至る。会員向けの情報のほかにも、速記学習者や議会事務局職員の向けの情報を掲載しており、都道府県の中央図書館や一部の市立・区立図書館で閲覧ができる[2]。

### 速記関連イベントの開催
- 速記交流会
  - 会員及び速記を学ぶ仲間が集まり、研さんと情報交換の場、速記の合同練習や交流の場をもつことによって、少しでも速記界を元気にしようという趣旨のもと、2017年から年に1回開催している。

### その他（協会後援）
- ブロック、速記士会、各都道府県等で行う速記関連イベントの後援をしている。

### 会員活動支援
- 速記普及活動及び協会事業等に参加した会員に対し、支援を行っている。また、30年以上速記の実務、教育に従事した人、速記方式の創案・普及など、速記技術の向上に貢献した人、速記の研究等で学術的権威の認められた人等を表彰している。

（以上より。）

## 沿革
- 1920年（大正9年）　日本速記協会結成。機関誌「日本速記協会雑誌」発刊。後に「日本之速記」、「日本の速記」と名称変更し、現在に至る。
- 1932年（昭和7年）　速記発表50周年記念全国速記者大会。
- 1936年（昭和11年）　第1回速記技術認定試験実施。
- 1944年（昭和19年）　この年を最後に速記技術認定試験中断。
- 1947年（昭和22年）　戦後初の速記技術認定試験実施。
- 1949年（昭和24年）　「日本の速記」復刊。
- 1950年（昭和25年）　速記技術試験要綱を制定。
- 1951年（昭和26年）　日本速記協会速記士証交付規程制定。
- 1952年（昭和27年）　速記発表70周年記念式典。
- 1962年（昭和37年）　速記発表80周年記念式典。
- 1965年（昭和40年）　文部省より、社団法人日本速記協会として認可される。国会内にあった事務所を独立、移転完了。
- 1966年（昭和41年）　社団法人日本速記協会第1回総会。速記技術認定試験廃止・第1回速記技能検定試験実施。
- 1964年（昭和42年）　第1回速記技能検定試験成績優秀者表彰。
- 1975年（昭和50年）　「標準用字例」初版刊行。
- 1982年（昭和57年）　速記発表100周年記念式典。
- 2002年（平成14年）　速記発表120周年記念式典。
- 2009年（平成21年）　永田町にあった事務所を麹町に移転。
- 2012年（平成24年）　内閣府より公益社団法人として認定される。速記発表130年記念式典（盛岡市先人記念館）。
- 2017年（平成29年）　麹町にあった事務所を豊島区高田に移転。